# أساسنز كريد 3: ليبريشن
لعبة أساسنز كريد 3: ليبريشن (بالإنجليزية:Assassin's Creed III: Liberation) ، وتعني ليبرشن أي الحرية، هي لعبة إلكترونية أنتجت يوبي سوفت سنة 2012 ، وهذه اللعبة يقوم بطل اللعبة لمحاربة القوات البريطانية في الولايات المتحدة .

## روابط خارجية
- أساسنز كريد 3: ليبريشن على موقع IMDb (الإنجليزية)